# Бакы
Бакы (1526, Стамбул — 7 апреля 1600, там же) — псевдоним Махмуда Абдулбакы, одного из «четырёх великих» турецких поэтов феодальной эпохи, «хакана турецкой лирики» её «золотого века». 

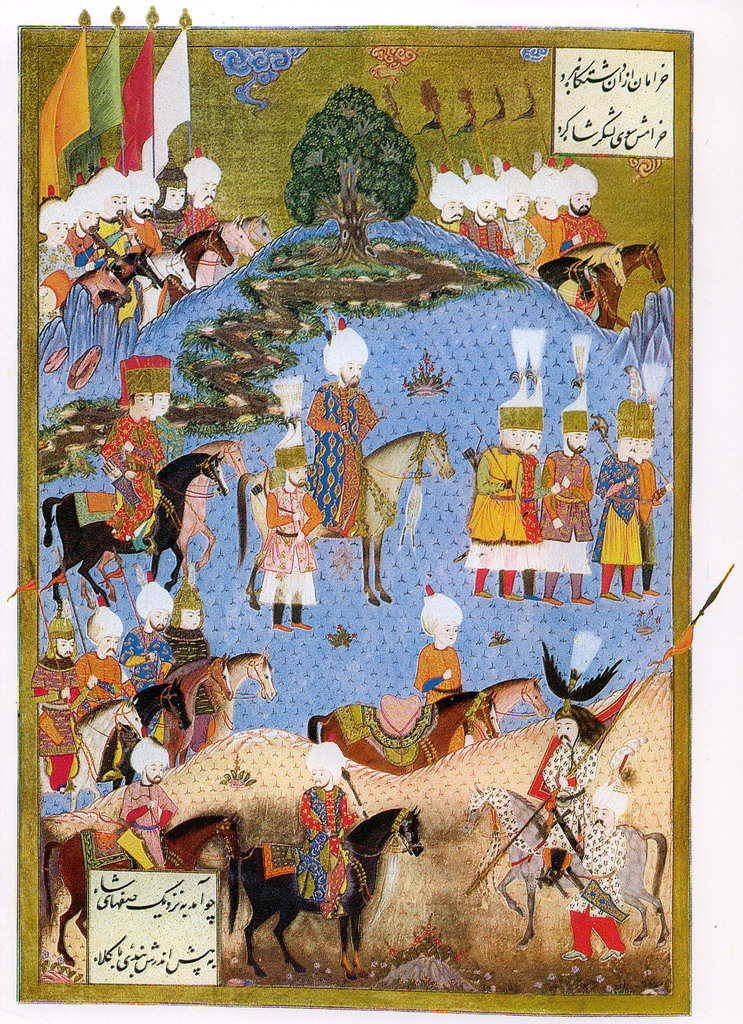
Поход султана Сулеймана на Нахичевань(1554)

Махмуд Абдулбакы родился в Стамбуле, где его отец был муэдзином при Мечети Мехмеда Фатиха. Мальчик был отдан в ученики к мастеру-седельнику, затем обучался в медресе юридическим наукам. Стихи начал писать с ранних лет. Получил известность в 1555 году, когда поднёс султану Сулейману Великолепному касыду, воспевающую его поход против сефевидского шахиншаха. Бакы был приближен ко двору, где признан «султаном поэтов». Занимал посты кади Мекки, кади Стамбула, казаскера Анатолии.

## Творчество

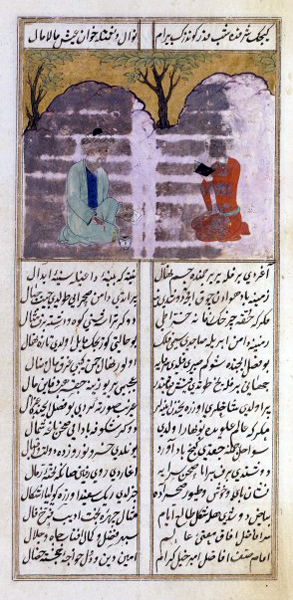
Бакы и читающий юноша. Страница из Дивана Бакы

Бакы снискал славу во всех формах лирической поэзии. Знамениты его «Гиацинтовая касыда», элегия (мерсие) на смерть султана Сулеймана (1566), газель «Осень». В газелях, в которых заметно влияние Хафиза, поэт прославлял земную любовь и винопитие как высшие радости бытия, призывал наслаждаться благами быстротечной жизни. Применяя различные типы композиции и метрического рисунка, Бакы довёл искусство построения газели до совершенства.
Он выступал за освобождение турецкой литературы от рабского подражания персидской поэзии. Обогатил поэтический язык, употребляя в своей лирике множество чисто тюркских слов; избегал неестественного растягивания слогов, вопреки персидскому поэтическому канону. Бакы всё же не смог вернуть газели утраченную свежесть, так как в основном следовал канонизированному идеалу. Для него, творившего в эпоху вычурной поэзии, главными эстетическими критериями были «изящество и грациозность». Диван Бакы, сохранившийся до настоящего времени, невелик по объёму.
Поэт-лирик, Бакы создал и ряд сатир, однажды написав сатиру даже на своего покровителя султана Сулеймана, за что подвергся преследованиям. Писал Бакы и богословские трактаты, делал переводы богословских трудов с арабского на турецкий.